# 钩距虾脊兰
钩距虾脊兰（学名：Calanthe graciliflora），又名细花根节兰，为兰科节兰属下的一个种。

## 扩展阅读
- 維基物種上的相關：細花根節蘭